# Halagunaki, Indi
Halagunaki là một làng thuộc tehsil Indi, huyện Bijapur, bang Karnataka, Ấn Độ.